# Ана Маљах-Фајндовић
Ана Маљах-Фајндовић (svk. Anna Máľachová-Fajndovićová; Бачки Петровац, 27. децембар 1922 — Футог, 20. октобар 2001) била је словачка сликарка и илустраторка.

## Биографија
Рођена је у познатој хмељарској породици у Бачком Петровцу. Уметнички таленат наследила је од родитеља - оца Томаша, који се бавио дрворезом и писањем поезије и мајке Зузане, која је израђивала ручне радове.
Основну школу и гимназију завршила је у Петровцу. Студирала је славистику на Филозофском факултету у Београду, а затим Вишу педагошку школу у Београду.
Ликовно се усавршавала код познатог сликара Јована Бијелића, и у приватној сликарској школи Младена Јосића на Коларчевом универзиту у Београду.
У периоду 1948–1956. године предавала је ликовну културу у основним школама, прво у Пивницама а потом у Бачкој Паланци. Од 1956. године радила је као слободни уметник.
Спада у групу ликовних уметника, који су се окупили у Словачком народном музеју у послератном периоду (Пиксиадес, Шимович, Лачок, Червена, Хлавач, Кишгеци...). У том периоду Фајндовић је радила и илустрације за словачке часописе. Године 1962. преселила се у Београд, где је учествовала у оснивању Ликовног клуба Икарус и постала аниматор ликовног живота на Новом Београду.
Поред бројних признања добила је Плакету града Београда за културну делатност. У том периоду реализовала је и бројне изложбе у Београду.
Њене слике налазе се у приватним збиркама, бројним установама, као и на сталној поставци савремене словачке уметности у Србији, која се налази у Галерији „Карол Милослав Лехотски” у склопу петровачке гимназије. Учествовала је на првом Бијеналу словачких ликовних уметника у Југославији, одржаном 1991. године у Петровцу.
Последње године живота провела је у Петровцу и Кисачу а преминула је у Футогу 20. октобра 2001. године.
Сликала је пејзаже свог родног места и околине, као и цвеће и мртву природу.

## Изложбе
Прву самосталну изложбу имала је 1946. године у Петровцу, где  је самостално излагала и 1957, 1963, 1970. и 1972. године. Своје радове излагала је на дванаест самосталних и око седамдесет колективних изложби у Силбашу, Гајдобри, Пивницама, Бачкој Паланци, Новом Саду...

## Галерија
- Ана Маљах-Фајндовић на изложби у Народном музеју у Бачком Петровцу
- Каталог изложбе Ане Маљах-Фајндовић у Народном музеју у Бачком Петровцу (1957)
- Pri Begeji (Уз Бегеј), уље на платну (1960)
- Česanie konopí (Чешљање кудеље), уље на платну (1957)
- Krajinka z Petrovca (Пејзаж Петровца), уље на платну